# Feliks Buchalski
Feliks Buchalski (ur. 16 października 1897 w Łodzi, zm. wiosną 1940 w Katyniu) – porucznik rezerwy Wojska Polskiego, działacz kultury, ofiara zbrodni katyńskiej.

## Życiorys
Syn Teodora i Stanisławy z Pieklińskich. Od 1918 w Wojsku Polskim. Uczestnik obrony Lwowa i wojny z bolszewikami. Od 10 marca do 1 października 1919 był uczniem 13. klasy (klasa „M”) Szkoła Podchorążych. 6 listopada 1919 został mianowany z dniem 1 listopada tego roku podporucznikiem w piechocie i przydzielony do 19 pułku piechoty. 
Był dowódcą pułkowej szkoły podoficerskiej i adiutantem X Brygady Piechoty. 1 czerwca 1921 roku pełnił służbę w 19 pułku piechoty. 3 maja 1922 roku został zweryfikowany w stopniu podporucznika ze starszeństwem z 1 października 1919 roku i 762. lokatą w korpusie oficerów piechoty, a jego oddziałem macierzystym był nadal 19 pp. 12 lutego 1923 roku Prezydent RP Stanisław Wojciechowski awansował go z dniem 1 stycznia 1923 roku na porucznika ze starszeństwem z 1 lutego 1921 roku i 20. lokatą w korpusie oficerów piechoty. W 1923 w dalszym ciągu pełnił służbę w 19 pp we Lwowie. Następnie został przeniesiony do korpusu oficerów samochodowych i wcielony do 5 dywizjonu samochodowego w Krakowie. Pełnił służbę na stanowisku dowódcy plutonu i instruktora w kolumnie samochodów pancernych 5 batalionu czołgów i samochodów pancernych. Przeniesiony do rezerwy. 
W 1934 pozostawał w ewidencji Powiatowej Komendy Uzupełnień Warszawa Miasto III. Posiadał przydział w rezerwie do 5 dywizjonu samochodowego.
W okresie międzywojennym mieszkał w Warszawie. Był solistą warszawskiego chóru „Harfa” i działaczem kultury.

W kampanii wrześniowej 1939, po agresji ZSRR na Polskę, w nieznanych okolicznościach wzięty do niewoli radzieckiej i osadzony w obozie jenieckim w Kozielsku. Figuruje na liście wywózkowej LW z 1 kwietnia 1940 poz. 85. Między 3 a 5 kwietnia 1940 przekazany do dyspozycji szefa NKWD obwodu smoleńskiego. Został zamordowany między 4 a 7 kwietnia 1940 przez funkcjonariuszy NKWD w lesie katyńskim i tam pogrzebany w bezimiennej mogile zbiorowej, gdzie od 28 lipca 2000 mieści się oficjalnie Polski Cmentarz Wojenny w Katyniu. W miejscu tym prowadzone były ekshumacje i prace archeologiczne. W czasie ekshumacji przeprowadzonej przez Niemców w 1943 został zidentyfikowany i wpisany w dzienniku działań komisji pod numerem 47 (bez daty dziennej), a przy zwłokach znaleziono list. W Archiwum Robla znajduje się kalendarzyk jeńca z Kozielska Feliksa Gadomskiego, w którym wśród spisu oficerów znajduje się nazwisko Feliksa Buchalskiego.
5 października 2007 minister obrony narodowej Aleksander Szczygło mianował go pośmiertnie na stopień kapitana. Awans został ogłoszony 9 listopada 2007 w Warszawie, w trakcie uroczystości „Katyń Pamiętamy – Uczcijmy Pamięć Bohaterów”.

## Ordery i odznaczenia
- Krzyż Niepodległości[9]
- Krzyż Walecznych – dwukrotnie[27]
- Odznaka Honorowa „Orlęta”[9]